# Llista de topònims de Gelida
Llista de topònims (noms propis de lloc) del municipi de Gelida, a l'Alt Penedès
Informació actualitzada per un bot. Els canvis manuals es perdran quan s'actualitzi!

## arbre singular
| imatge | Nom                         | Ubicat a | instància de   | Detalls                            | coordenades                                                                  | Protecció | Commons (més fotos) | Dades a WD                    |
| ------ | --------------------------- | -------- | -------------- | ---------------------------------- | ---------------------------------------------------------------------------- | --------- | ------------------- | ----------------------------- |
|        | els Pins de la plaça del Pi | Gelida   | arbre singular |                                    | 41° 26′ 31″ N, 1° 51′ 34″ E / 41.4418879°N,1.8593127°E ca:Plaça del Pi, s/n. |           |                     | Modifica les dades a Wikidata |
|        | lledoner de Can Ginebreda   | Gelida   | arbre singular | Taxon: lledoner (Celtis australis) | 41° 25′ 18″ N, 1° 51′ 50″ E / 41.421752°N,1.863951°E                         |           |                     | Modifica les dades a Wikidata |

## cabana
| imatge | Nom                  | Ubicat a | instància de | Detalls | coordenades                                                         | Protecció | Commons (més fotos) | Dades a WD                    |
| ------ | -------------------- | -------- | ------------ | ------- | ------------------------------------------------------------------- | --------- | ------------------- | ----------------------------- |
|        | cabana de Can Cartró | Gelida   | cabana       |         | 41° 26′ 55″ N, 1° 49′ 42″ E / 41.4485607773671°N,1.8282943705501°E  |           |                     | Modifica les dades a Wikidata |
|        | corral de l'Oller    | Gelida   | cabana       |         | 41° 25′ 22″ N, 1° 52′ 58″ E / 41.4227017718882°N,1.88271799502177°E |           |                     | Modifica les dades a Wikidata |
|        | corral del Ginebreda | Gelida   | cabana       |         | 41° 25′ 08″ N, 1° 51′ 45″ E / 41.4188830419326°N,1.86253668195804°E |           |                     | Modifica les dades a Wikidata |

## carrer
| imatge | Nom                               | Ubicat a | instància de | Detalls                                                                      | coordenades                                                                             | Protecció                                  | Commons (més fotos)                        | Dades a WD                    |
| ------ | --------------------------------- | -------- | ------------ | ---------------------------------------------------------------------------- | --------------------------------------------------------------------------------------- | ------------------------------------------ | ------------------------------------------ | ----------------------------- |
|        | Avinguda Colomer                  | Gelida   | carrer       | Estil: noucentisme                                                           | 41° 26′ 26″ N, 1° 52′ 06″ E / 41.4406°N,1.8682°E                                        | bé cultural d'interès local                | Avinguda Colomer (Gelida)                  | Modifica les dades a Wikidata |
|        | Carrer Mossèn Jaume Via           | Gelida   | carrer       | Arquitecte: Domènec Boada i Piera Estil: arquitectura modernista noucentisme | 41° 26′ 25″ N, 1° 51′ 44″ E / 41.4403°N,1.8621°E ca:Carrer de Mossèn Jaume Vila, 11-15  | bé cultural d'interès local                | Tram del carrer Mossèn Jaume Via (Gelida)  | Modifica les dades a Wikidata |
|        | carrer de Sant Antoni             | Gelida   | carrer       | Estil: arquitectura modernista                                               | 41° 26′ 28″ N, 1° 51′ 38″ E / 41.441111111111°N,1.8605555555556°E                       | bé cultural d'interès local                | Carrer de Sant Antoni (Gelida)             | Modifica les dades a Wikidata |
|        | carrer de Sant Lluís              | Gelida   | carrer       | Estil: arquitectura modernista noucentisme                                   | 41° 26′ 29″ N, 1° 51′ 47″ E / 41.4415°N,1.8631°E                                        | bé cultural d'interès local                | Carrer Sant Lluís (Gelida)                 | Modifica les dades a Wikidata |
|        | carrer del Carme                  | Gelida   | carrer       | Estil: arquitectura popular                                                  | 41° 26′ 25″ N, 1° 52′ 00″ E / 41.4402°N,1.8667°E ca:C. del Carme, 3-13 209 msnm         | bé cultural d'interès local                | Carrer del Carme (Gelida)                  | Modifica les dades a Wikidata |
|        | carrer del Pi                     | Gelida   | carrer       |                                                                              | 41° 26′ 32″ N, 1° 51′ 32″ E / 41.4422458°N,1.8588299°E ca:Carrer del Pi, s/n.           |                                            |                                            | Modifica les dades a Wikidata |
|        | carrer del Sol                    | Gelida   | carrer       | Estil: arquitectura popular                                                  | 41° 26′ 23″ N, 1° 52′ 01″ E / 41.4398°N,1.8669°E ca:C. del Sol, senars 3 al 39 195 msnm | bé integrant del patrimoni cultural català | Carrer del Sol (Gelida)                    | Modifica les dades a Wikidata |
|        | tram del carrer de la Barceloneta | Gelida   | carrer       | Estil: arquitectura popular                                                  | 41° 26′ 30″ N, 1° 51′ 49″ E / 41.44157°N,1.86351°E                                      | bé cultural d'interès local                | Tram del carrer de la Barceloneta (Gelida) | Modifica les dades a Wikidata |

## casa
| imatge | Nom                               | Ubicat a | instància de | Detalls                                                                   | coordenades | Protecció                   | Commons (més fotos)                        | Dades a WD                    |
| ------ | --------------------------------- | -------- | ------------ | ------------------------------------------------------------------------- | --- | --------------------------- | ------------------------------------------ | ----------------------------- |
|        | Ca l'Adela                        | Gelida   | casa         | Arquitecte: Mariano Mas i Civil Estil: arquitectura modernista 1912       | 41° 26′ 26″ N, 1° 51′ 43″ E / 41.440571°N,1.861842°E ca:Carrer Mossèn Jaume Via, 71                                                    | bé cultural d'interès local | Ca l'Adela (Gelida)                        | Modifica les dades a Wikidata |
|        | Ca l'Aleix                        | Gelida   | casa         | Arquitecte: Mariano Mas i Civil Estil: arquitectura eclèctica             | 41° 26′ 24″ N, 1° 51′ 55″ E / 41.439888°N,1.8652°E ca:Pl. de l'Església, 2 193 msnm                                                    | bé cultural d'interès local | Ca l'Aleix (Gelida)                        | Modifica les dades a Wikidata |
|        | Ca l'Altimires                    | Gelida   | casa         |                                                                           | 41° 26′ 32″ N, 1° 51′ 35″ E / 41.442216°N,1.859653°E                                                                                   | bé cultural d'interès local | Ca l'Altimires (Gelida)                    | Modifica les dades a Wikidata |
|        | Ca n'Oller dels Tarongers         | Gelida   | casa         | Estil: arquitectura popular                                               | 41° 26′ 14″ N, 1° 52′ 09″ E / 41.4373°N,1.86915°E                                                                                      | bé cultural d'interès local |                                            | Modifica les dades a Wikidata |
|        | Cal Damià                         | Gelida   | casa         |                                                                           | 41° 26′ 26″ N, 1° 51′ 59″ E / 41.440524°N,1.866501°E ca:C. Vicenç Perelló, 18                                                          | bé cultural d'interès local | Cal Damià (Gelida)                         | Modifica les dades a Wikidata |
|        | Cal Delfí Mas                     | Gelida   | casa         | Estil: noucentisme                                                        | 41° 26′ 26″ N, 1° 51′ 54″ E / 41.440643°N,1.865122°E                                                                                   | bé cultural d'interès local | Cal Delfí Mas                              | Modifica les dades a Wikidata |
|        | Cal Terra                         | Gelida   | casa         | Estil: arquitectura popular                                               | 41° 26′ 25″ N, 1° 51′ 53″ E / 41.440141°N,1.864803°E ca:Major, 2-6                                                                     | bé cultural d'interès local | Cal Terra (Gelida)                         | Modifica les dades a Wikidata |
|        | Can Castells                      | Gelida   | casa         | Estil: noucentisme                                                        | 41° 26′ 30″ N, 1° 51′ 49″ E / 41.441667°N,1.863488°E ca:Barceloneta, 27-31                                                             | bé cultural d'interès local | Gelida, Can Castells                       | Modifica les dades a Wikidata |
|        | Can Llopart de Dalt del Puig      | Gelida   | casa         |                                                                           | 41° 26′ 05″ N, 1° 50′ 59″ E / 41.434699°N,1.849606°E                                                                                   | bé cultural d'interès local |                                            | Modifica les dades a Wikidata |
|        | Can Pàmies                        | Gelida   | casa         | Estil: noucentisme                                                        | 41° 26′ 14″ N, 1° 51′ 56″ E / 41.437345°N,1.865484°E ca:Anselm Clavé                                                                   | bé cultural d'interès local |                                            | Modifica les dades a Wikidata |
|        | Can Roig de Mas Osset             | Gelida   | casa         | Estil: neoclassicisme                                                     | 41° 26′ 03″ N, 1° 49′ 56″ E / 41.434282°N,1.832212°E                                                                                   | bé cultural d'interès local | Can Roig de Mas Osset                      | Modifica les dades a Wikidata |
|        | Can Valls                         | Gelida   | casa         | Estil: arquitectura eclèctica                                             | 41° 26′ 31″ N, 1° 51′ 47″ E / 41.44183°N,1.862992°E                                                                                    | bé cultural d'interès local | Gelida, Escoles Velles                     | Modifica les dades a Wikidata |
|        | Casa Bonaventura Coma             | Gelida   | casa         | Estil: arquitectura eclèctica                                             | 41° 26′ 27″ N, 1° 51′ 47″ E / 41.440947°N,1.863051°E                                                                                   | bé cultural d'interès local | Casa Bonaventura Coma (Gelida)             | Modifica les dades a Wikidata |
|        | Casa Comelles                     | Gelida   | casa         | Estil: arquitectura eclèctica 20th century                                | 41° 26′ 25″ N, 1° 51′ 48″ E / 41.440334°N,1.863325°E ca:C. Major, 41 180 msnm                                                          | bé cultural d'interès local | Casa Comelles (Gelida)                     | Modifica les dades a Wikidata |
|        | Casa Delgado                      | Gelida   | casa         | Arquitecte: Joan Rubió i Bellver Estil: arquitectura modernista 1910      | 41° 26′ 25″ N, 1° 51′ 43″ E / 41.44034°N,1.862045°E ca:Carrer Mossèn Jaume Via, 65                                                     | bé cultural d'interès local | Casa Delgado (Gelida)                      | Modifica les dades a Wikidata |
|        | Casa Gainés                       | Gelida   | casa         | Estil: noucentisme                                                        | 41° 26′ 27″ N, 1° 52′ 11″ E / 41.440806°N,1.869781°E                                                                                   | bé cultural d'interès local | Casa Gainés                                | Modifica les dades a Wikidata |
|        | Casa Jaume Vila                   | Gelida   | casa         | 20th century                                                              | 41° 26′ 32″ N, 1° 51′ 32″ E / 41.4421694°N,1.8588701°E ca:Carrer del Pi, 45.                                                           |                             |                                            | Modifica les dades a Wikidata |
|        | Casa Kessler                      | Gelida   | casa         |                                                                           | 41° 26′ 29″ N, 1° 51′ 46″ E / 41.44135°N,1.862848°E ca:C. Sant Lluís, 20 - c. Colom                                                    | bé cultural d'interès local | Casa Kessler                               | Modifica les dades a Wikidata |
|        | Casa Mallat                       | Gelida   | casa         | Estil: arquitectura eclèctica                                             | 41° 26′ 28″ N, 1° 51′ 47″ E / 41.441104°N,1.863019°E ca:Barceloneta, 17                                                                | bé cultural d'interès local | Casa Mallat (Gelida)                       | Modifica les dades a Wikidata |
|        | Casa Mestre Pasqual               | Gelida   | casa         | Estil: noucentisme                                                        | 41° 26′ 28″ N, 1° 51′ 38″ E / 41.441122°N,1.860559°E                                                                                   | bé cultural d'interès local | Casa Mestre Pasqual                        | Modifica les dades a Wikidata |
|        | Casa Pallejà                      | Gelida   | casa         | Estil: arquitectura modernista                                            | 41° 26′ 31″ N, 1° 51′ 49″ E / 41.441967°N,1.863745°E 41° 26′ 32″ N, 1° 51′ 50″ E / 41.44214°N,1.8639°E ca:Carrer de la Barceloneta, 41 | bé cultural d'interès local | Casa Pallejà (Gelida)                      | Modifica les dades a Wikidata |
|        | Casa Raimon Mas                   | Gelida   | casa         | Estil: noucentisme                                                        | 41° 26′ 24″ N, 1° 51′ 45″ E / 41.440115°N,1.862563°E                                                                                   | bé cultural d'interès local | Casa Raimon Mas (Gelida)                   | Modifica les dades a Wikidata |
|        | Casa Ràfols                       | Gelida   | casa         | Estil: arquitectura modernista                                            | 41° 26′ 25″ N, 1° 51′ 51″ E / 41.4403°N,1.864226°E ca:Carrer Major, 18                                                                 | bé cultural d'interès local | Casa Ràfols (Gelida)                       | Modifica les dades a Wikidata |
|        | Casa Terra                        | Gelida   | casa         | Estil: arquitectura eclèctica                                             | 41° 26′ 24″ N, 1° 51′ 53″ E / 41.440018°N,1.864593°E                                                                                   | bé cultural d'interès local | Casa Terra (Gelida)                        | Modifica les dades a Wikidata |
|        | Casa de mossèn Jaume Via          | Gelida   | casa         | Estil: historicisme arquitectònic                                         | 41° 26′ 23″ N, 1° 51′ 51″ E / 41.439815°N,1.864194°E ca:Mossèn Jaume Via, 11-15                                                        | bé cultural d'interès local | Casa Senyors Rosell (Gelida)               | Modifica les dades a Wikidata |
|        | Casa del Senyor                   | Gelida   | casa         | Estil: arquitectura popular                                               | 41° 26′ 24″ N, 1° 51′ 57″ E / 41.440124°N,1.865839°E ca:Àngel Guimerà, 15                                                              | bé d'interès cultural       | Casa del Senyor, baró de Gelida            | Modifica les dades a Wikidata |
|        | Casa del Senyor Font              | Gelida   | casa         | Estil: arquitectura eclèctica                                             | 41° 26′ 25″ N, 1° 51′ 44″ E / 41.440259°N,1.862209°E                                                                                   | bé cultural d'interès local | Casa del Senyor Font (Gelida)              | Modifica les dades a Wikidata |
|        | Casal Font                        | Gelida   | casa         | Arquitecte: Josep Masdéu i Puigdemasa Estil: noucentisme                  | 41° 26′ 15″ N, 1° 51′ 42″ E / 41.4376°N,1.86171°E ca:carretera de Sant Sadurní                                                         | bé cultural d'interès local |                                            | Modifica les dades a Wikidata |
|        | Casal Miquel Valls                | Gelida   | casa         | Estil: arquitectura modernista 1924                                       | 41° 26′ 24″ N, 1° 51′ 57″ E / 41.439863°N,1.865829°E ca:Carrer Marquès de Gelida, 14-16                                                | bé cultural d'interès local | Casal Miquel Valls (Gelida)                | Modifica les dades a Wikidata |
|        | Casal del Molí Vell               | Gelida   | casa         | Arquitecte: Antoni Puig i Gairalt Estil: noucentisme                      | 41° 26′ 57″ N, 1° 52′ 12″ E / 41.449213°N,1.869964°E 41° 26′ 57″ N, 1° 52′ 12″ E / 41.44921°N,1.86996°E                                | bé cultural d'interès local | Casal del Molí Vell                        | Modifica les dades a Wikidata |
|        | Caseta d'en Tauler                | Gelida   | casa         | Arquitecte: Mariano Mas i Civil Estil: arquitectura modernista 1910       | 41° 26′ 25″ N, 1° 51′ 44″ E / 41.44031°N,1.862137°E ca:Carrer Mossèn Jaume Via, 63                                                     | bé cultural d'interès local | Caseta d'en Tauler (Gelida)                | Modifica les dades a Wikidata |
|        | ca la Sara                        | Gelida   | casa         | Arquitecte: Pere Ros i Tort Estil: modernisme català 1909                 | 41° 26′ 29″ N, 1° 51′ 44″ E / 41.441365°N,1.862284°E ca:Carrer Sant Lluís, 9-11 170 msnm                                               | bé cultural d'interès local | Gelida, Ca la Sara                         | Modifica les dades a Wikidata |
|        | cal Cisco Carreter                | Gelida   | casa         | Estil: arquitectura popular 19th century                                  | 41° 26′ 29″ N, 1° 51′ 49″ E / 41.441518°N,1.86355°E ca:C. de la Barceloneta, 34 173 msnm                                               | bé cultural d'interès local | Cal Cisco Carreter (Gelida)                | Modifica les dades a Wikidata |
|        | cal Jové                          | Gelida   | casa         | Arquitecte: Arnau Calvet i Peyronill Estil: arquitectura modernista 1910s | 41° 26′ 29″ N, 1° 51′ 45″ E / 41.441456°N,1.862493°E ca:Carrer Sant Lluís, 13, 15 i 19 171 msnm                                        | bé cultural d'interès local | Cal Jové (Gelida)                          | Modifica les dades a Wikidata |
|        | can Torres                        | Gelida   | casa         | Estil: arquitectura eclèctica 20th century                                | 41° 26′ 12″ N, 1° 51′ 57″ E / 41.436598°N,1.865868°E ca:C. Josep Anselm Calvé, 42 214 msnm                                             | bé cultural d'interès local | Can Torres (Gelida)                        | Modifica les dades a Wikidata |
|        | casa Cardús                       | Gelida   | casa         | Estil: modernisme català arquitectura modernista                          | 41° 26′ 24″ N, 1° 51′ 45″ E / 41.4401°N,1.86256°E                                                                                      | bé cultural d'interès local | Casa Cardús                                | Modifica les dades a Wikidata |
|        | casa Esteve                       | Gelida   | casa         | Estil: noucentisme 20th century                                           | 41° 26′ 31″ N, 1° 51′ 35″ E / 41.441862°N,1.859841°E ca:C. Pi, 27 156 msnm                                                             | bé cultural d'interès local | Casa Esteve (Gelida)                       | Modifica les dades a Wikidata |
|        | casa Pomar                        | Gelida   | casa         | Estil: noucentisme 20th century                                           | 41° 26′ 26″ N, 1° 52′ 06″ E / 41.440643°N,1.868292°E ca:Av. Colomer, 23 209 msnm                                                       | bé cultural d'interès local | Casa Pomar (Gelida)                        | Modifica les dades a Wikidata |
|        | casa Riba                         | Gelida   | casa         | Estil: noucentisme 20th century                                           | 41° 26′ 23″ N, 1° 51′ 53″ E / 41.43968°N,1.864661°E ca:C. Mossèn Jaume Via, 3 185 msnm                                                 | bé cultural d'interès local | Casa Riba (Gelida)                         | Modifica les dades a Wikidata |
|        | casa Vallribera Mir               | Gelida   | casa         | Estil: arquitectura eclèctica                                             | 41° 26′ 28″ N, 1° 51′ 43″ E / 41.441°N,1.86208°E ca:Major, 74-84                                                                       | bé cultural d'interès local | Casa Vallribera Mir                        | Modifica les dades a Wikidata |
|        | casa d'estiueig a la plaça del Pi | Gelida   | casa         | 20th century                                                              | 41° 26′ 30″ N, 1° 51′ 33″ E / 41.441728°N,1.859227°E ca:C. Anoia, 2                                                                    | bé cultural d'interès local | Casa d'estiueig a la plaça del Pi (Gelida) | Modifica les dades a Wikidata |
|        | torre de Monturiol                | Gelida   | casa         | Estil: arquitectura eclèctica                                             | 41° 26′ 33″ N, 1° 51′ 50″ E / 41.4424°N,1.86375°E                                                                                      | bé cultural d'interès local | Gelida, Torre de Monturiol                 | Modifica les dades a Wikidata |
|        | torre del Barco                   | Gelida   | casa         | Estil: racionalisme arquitectònic 20th century                            | 41° 26′ 30″ N, 1° 52′ 11″ E / 41.441596°N,1.869633°E ca:C. Vista Alegre, 2 - c. Dr. Ganissans, 23 209 msnm                             | bé cultural d'interès local | Torre del Barco (Gelida)                   | Modifica les dades a Wikidata |

## conjunt històric
| imatge | Nom                                                        | Ubicat a | instància de     | Detalls      | coordenades | Protecció                   | Commons (més fotos)                                        | Dades a WD                    |
| ------ | ---------------------------------------------------------- | -------- | ---------------- | ------------ | --- | --------------------------- | ---------------------------------------------------------- | ----------------------------- |
|        | Conjunt històric entre el carrer del Sol i la plaça del Pi | Gelida   | conjunt històric | 18th century | 41° 26′ 25″ N, 1° 51′ 49″ E / 41.44029°N,1.86354°E ca:C. Sol, c. Marquès de Gelida, pl. Església, c. Major, pl. Pi | bé cultural d'interès local | Conjunt històric entre el carrer del Sol i la plaça del Pi | Modifica les dades a Wikidata |
|        | Rellotges de sol de Gelida                                 | Gelida   | conjunt històric |              | | bé cultural d'interès local | Sundials in Gelida                                         | Modifica les dades a Wikidata |

## edifici
| imatge | Nom                                                 | Ubicat a | instància de | Detalls                                                         | coordenades                                                                | Protecció                   | Commons (més fotos)                                | Dades a WD                    |
| ------ | --------------------------------------------------- | -------- | ------------ | --------------------------------------------------------------- | -------------------------------------------------------------------------- | --------------------------- | -------------------------------------------------- | ----------------------------- |
|        | Cafè del Casal Gelidenc                             | Gelida   | edifici      | Estil: noucentisme                                              | 41° 26′ 27″ N, 1° 51′ 50″ E / 41.440961°N,1.863842°E                       | bé cultural d'interès local | Cafè del Casal Gelidenc                            | Modifica les dades a Wikidata |
|        | Centre Cultural i Recreatiu                         | Gelida   | edifici      | Estil: arquitectura neoclàssica                                 | 41° 26′ 25″ N, 1° 51′ 47″ E / 41.4404°N,1.86297°E                          | bé cultural d'interès local | Centre Cultural i Recreatiu (Gelida)               | Modifica les dades a Wikidata |
|        | Col·legi i convent de Nostra Senyora de Montserrat  | Gelida   | edifici      | Estil: historicisme arquitectònic arquitectura eclèctica        | 41° 26′ 23″ N, 1° 51′ 50″ E / 41.439843°N,1.864022°E                       | bé cultural d'interès local | Col·legi i convent de Nostra Senyora de Montserrat | Modifica les dades a Wikidata |
|        | Conjunt històric a la plaça del Pi, 1-4             | Gelida   | edifici      |                                                                 | 41° 26′ 31″ N, 1° 51′ 34″ E / 41.441905°N,1.859513°E ca:Pl. del Pi, 1-4    | bé cultural d'interès local | Conjunt històric a la plaça del Pi, 1-4 (Gelida)   | Modifica les dades a Wikidata |
|        | Conjunt històric a la plaça del Pi, 5-9             | Gelida   | edifici      |                                                                 | 41° 26′ 31″ N, 1° 51′ 33″ E / 41.442011°N,1.859122°E ca:Pl. del Pi, 5-9    | bé cultural d'interès local | Conjunt històric a la plaça del Pi, 5-9 (Gelida)   | Modifica les dades a Wikidata |
|        | Conjunt històric dels edificis Rius al carrer Anoia | Gelida   | edifici      |                                                                 | 41° 26′ 26″ N, 1° 51′ 37″ E / 41.440615°N,1.860266°E                       | bé cultural d'interès local |                                                    | Modifica les dades a Wikidata |
|        | Dipòsit d'aigua del Puig                            | Gelida   | edifici      |                                                                 | 41° 26′ 10″ N, 1° 50′ 48″ E / 41.436112°N,1.846758°E                       | bé cultural d'interès local |                                                    | Modifica les dades a Wikidata |
|        | Societat Coral d'Artesans                           | Gelida   | edifici      | Arquitecte: Josep Ros i Ros Estil: arquitectura modernista 1917 | 41° 26′ 25″ N, 1° 51′ 52″ E / 41.440265°N,1.864438°E ca:Carrer Major, 12   | bé cultural d'interès local | Societat Coral d'Artesans (Gelida)                 | Modifica les dades a Wikidata |
|        | els Molins                                          | Gelida   | edifici      |                                                                 | 41° 26′ 49″ N, 1° 51′ 09″ E / 41.4468118520206°N,1.852601766586304°E       |                             |                                                    | Modifica les dades a Wikidata |
|        | l'Escorxador                                        | Gelida   | edifici      | 20th century                                                    | 41° 26′ 31″ N, 1° 51′ 26″ E / 41.44182°N,1.857355°E ca:Pl. de l'Escorxador | bé cultural d'interès local | L'Escorxador (Gelida)                              | Modifica les dades a Wikidata |

## entitat singular de població
| imatge | Nom                         | Ubicat a | instància de                                   | Detalls  | coordenades                                                                  | Protecció | Commons (més fotos)      | Dades a WD                    |
| ------ | --------------------------- | -------- | ---------------------------------------------- | -------- | ---------------------------------------------------------------------------- | --------- | ------------------------ | ----------------------------- |
|        | Gelida                      | Gelida   | entitat singular de població capital municipal | 6538 hab | 41° 26′ 00″ N, 1° 52′ 00″ E / 41.43333°N,1.86667°E 162 msnm                  |           |                          | Modifica les dades a Wikidata |
|        | Martivell                   | Gelida   | entitat singular de població                   | 742 hab  | 41° 25′ 29″ N, 1° 51′ 03″ E / 41.42479722°N,1.850825°E 278 msnm              |           |                          | Modifica les dades a Wikidata |
|        | Safari                      | Gelida   | entitat singular de població                   | 232 hab  | 41° 25′ 31″ N, 1° 53′ 16″ E / 41.4252363202521°N,1.88772476464036°E 525 msnm |           |                          | Modifica les dades a Wikidata |
|        | Sant Salvador de la Calçada | Gelida   | entitat singular de població                   | 358 hab  | 41° 27′ 15″ N, 1° 52′ 03″ E / 41.454204717903°N,1.8674588226056°E 108 msnm   |           |                          | Modifica les dades a Wikidata |
|        | el Maset                    | Gelida   | entitat singular de població                   | 29 hab   | 41° 26′ 05″ N, 1° 51′ 33″ E / 41.4348375034079°N,1.85914619577591°E 183 msnm |           |                          | Modifica les dades a Wikidata |
|        | el Puig                     | Gelida   | entitat singular de població                   | 73 hab   | 41° 26′ 06″ N, 1° 50′ 38″ E / 41.435054704074°N,1.8438537625238°E 133 msnm   |           |                          | Modifica les dades a Wikidata |
|        | la Valenciana               | Gelida   | entitat singular de població                   | 58 hab   | 41° 25′ 41″ N, 1° 51′ 17″ E / 41.427957912289°N,1.8547506323503°E 224 msnm   |           |                          | Modifica les dades a Wikidata |
|        | les Cases Noves             | Gelida   | entitat singular de població                   | 48 hab   | 41° 26′ 49″ N, 1° 51′ 16″ E / 41.446869800722°N,1.8544180850376°E 201 msnm   |           | Les Cases Noves (Gelida) | Modifica les dades a Wikidata |

## església
| imatge | Nom                               | Ubicat a                      | instància de                      | Detalls                         | coordenades                                                                                              | Protecció                   | Commons (més fotos)                      | Dades a WD                    |
| ------ | --------------------------------- | ----------------------------- | --------------------------------- | ------------------------------- | --- | --------------------------- | ---------------------------------------- | ----------------------------- |
|        | Mare de Déu de la Mercè           | Gelida                        | església santuari                 |                                 | 41° 25′ 41″ N, 1° 52′ 52″ E / 41.4281543697875°N,1.88118836349679°E ca:Can Oller de la Muntanya 470 msnm |                             |                                          | Modifica les dades a Wikidata |
|        | Mare de Déu de la Salut de Gelida | Gelida                        | església                          |                                 | 41° 25′ 13″ N, 1° 51′ 49″ E / 41.420187°N,1.863734°E                                                     | bé cultural d'interès local |                                          | Modifica les dades a Wikidata |
|        | Sant Pere de Gelida               | Gelida                        | església                          | Estil: arquitectura neoclàssica | 41° 26′ 24″ N, 1° 51′ 54″ E / 41.4401°N,1.86496°E                                                        | bé cultural d'interès local | Gelida, Església parroquial de Sant Pere | Modifica les dades a Wikidata |
|        | Sant Pere del Castell de Gelida   | Gelida                        | església                          |                                 | 41° 26′ 11″ N, 1° 52′ 07″ E / 41.4364°N,1.86868°E ca:Camí del Castell                                    |                             | Sant Pere del Castell (Gelida)           | Modifica les dades a Wikidata |
|        | Sant Salvador                     | Sant Llorenç d'Hortons Gelida | església capella edifici històric | Estat: enderrocat o destruït    | 41° 27′ 05″ N, 1° 52′ 05″ E / 41.4513557751911°N,1.8681471867479°E                                       |                             |                                          | Modifica les dades a Wikidata |
|        | Santa Magdalena del Puig          | Gelida                        | església                          | Estil: arquitectura popular     | 41° 26′ 16″ N, 1° 50′ 53″ E / 41.437749°N,1.848148°E ca:El Puig, trencall crtra. 243B                    | bé cultural d'interès local | Santa Magdalena del Puig                 | Modifica les dades a Wikidata |

## estació de ferrocarril
| imatge | Nom                        | Ubicat a | instància de                            | Detalls | coordenades                                                            | Protecció | Commons (més fotos) | Dades a WD                    |
| ------ | -------------------------- | -------- | --------------------------------------- | ------- | ---------------------------------------------------------------------- | --------- | ------------------- | ----------------------------- |
|        | Estació de Gelida          | Gelida   | estació de ferrocarril edifici baixador |         | 41° 26′ 55″ N, 1° 51′ 55″ E / 41.44855555555556°N,1.8654166666666665°E |           |                     | Modifica les dades a Wikidata |
|        | Estació de Gelida-Superior | Gelida   | estació de ferrocarril top station      |         | 41° 26′ 26″ N, 1° 51′ 52″ E / 41.440595°N,1.864583°E                   |           |                     | Modifica les dades a Wikidata |

## forn de calç
| imatge | Nom                                         | Ubicat a | instància de | Detalls                     | coordenades                                          | Protecció                                  | Commons (més fotos)            | Dades a WD                    |
| ------ | ------------------------------------------- | -------- | ------------ | --------------------------- | ---------------------------------------------------- | ------------------------------------------ | ------------------------------ | ----------------------------- |
|        | Forn de calç                                | Gelida   | forn de calç | Estil: arquitectura popular |                                                      | bé integrant del patrimoni cultural català |                                | Modifica les dades a Wikidata |
|        | Forn de calç de Ca l'Agustinet              | Gelida   | forn de calç | Estil: arquitectura popular |                                                      | bé integrant del patrimoni cultural català |                                | Modifica les dades a Wikidata |
|        | Forn de calç de Can Ginebreda               | Gelida   | forn de calç | Estil: arquitectura popular |                                                      | bé cultural d'interès local                |                                | Modifica les dades a Wikidata |
|        | Forn de calç de Can Torrent de les Oliveres | Gelida   | forn de calç | Estil: arquitectura popular |                                                      | bé cultural d'interès local                |                                | Modifica les dades a Wikidata |
|        | Forn de calç de Planaclarià                 | Gelida   | forn de calç | Estil: arquitectura popular |                                                      | bé integrant del patrimoni cultural català |                                | Modifica les dades a Wikidata |
|        | Forn de calç del Fondo del Garró            | Gelida   | forn de calç | Estil: arquitectura popular |                                                      | bé integrant del patrimoni cultural català |                                | Modifica les dades a Wikidata |
|        | Forn de calç del Racó                       | Gelida   | forn de calç | Estil: arquitectura popular |                                                      | bé cultural d'interès local                |                                | Modifica les dades a Wikidata |
|        | Forns de baix de Can Ginebreda              | Gelida   | forn de calç | Estil: arquitectura popular | 41° 25′ 17″ N, 1° 51′ 33″ E / 41.421433°N,1.859264°E | bé integrant del patrimoni cultural català | Forns de baix de Can Ginebreda | Modifica les dades a Wikidata |

## masia
| imatge | Nom                          | Ubicat a | instància de      | Detalls                                              | coordenades                                                                                                | Protecció                                  | Commons (més fotos)        | Dades a WD                    |
| ------ | ---------------------------- | -------- | ----------------- | ---------------------------------------------------- | --- | ------------------------------------------ | -------------------------- | ----------------------------- |
|        | Ca l'Emili                   | Gelida   | masia             |                                                      | 41° 25′ 58″ N, 1° 51′ 19″ E / 41.432746267349°N,1.85536479554394°E                                         |                                            |                            | Modifica les dades a Wikidata |
|        | Ca n'Oller de la Muntanya    | Gelida   | masia             | Estil: arquitectura popular                          | 41° 25′ 41″ N, 1° 52′ 54″ E / 41.427953°N,1.881708°E                                                       | bé cultural d'interès local                | Ca n'Oller de la Muntanya  | Modifica les dades a Wikidata |
|        | Cal Baldiri                  | Gelida   | masia             |                                                      | 41° 26′ 11″ N, 1° 50′ 50″ E / 41.436406°N,1.847088°E                                                       | bé cultural d'interès local                |                            | Modifica les dades a Wikidata |
|        | Cal Banyes                   | Gelida   | masia             |                                                      | 41° 26′ 33″ N, 1° 51′ 06″ E / 41.4424461720215°N,1.85165107143711°E 93 msnm                                |                                            | Cal Banyes (Gelida)        | Modifica les dades a Wikidata |
|        | Cal Bitxo de Sant Salvador   | Gelida   | masia             |                                                      | 41° 27′ 08″ N, 1° 52′ 06″ E / 41.4523491185788°N,1.86840528155278°E                                        |                                            |                            | Modifica les dades a Wikidata |
|        | Cal Folch dels Tarongers     | Gelida   | masia             |                                                      | 41° 26′ 14″ N, 1° 52′ 07″ E / 41.437096°N,1.868744°E                                                       | bé cultural d'interès local                |                            | Modifica les dades a Wikidata |
|        | Cal Font                     | Gelida   | masia             |                                                      | 41° 26′ 07″ N, 1° 50′ 54″ E / 41.43521°N,1.848311°E ca:C. del Puig, 56-60                                  | bé cultural d'interès local                | Cal Font (Gelida)          | Modifica les dades a Wikidata |
|        | Cal Rius                     | Gelida   | masia             | 15th century                                         | 41° 26′ 25″ N, 1° 51′ 56″ E / 41.44028°N,1.86549°E ca:C. Àngel Guimerà, 10                                 | bé cultural d'interès local                | Cal Rius (Gelida)          | Modifica les dades a Wikidata |
|        | Cal Voltà                    | Gelida   | masia             |                                                      | 41° 25′ 29″ N, 1° 52′ 13″ E / 41.42474°N,1.870233°E                                                        | bé cultural d'interès local                |                            | Modifica les dades a Wikidata |
|        | Can Bernades                 | Gelida   | masia             |                                                      | 41° 26′ 41″ N, 1° 52′ 12″ E / 41.444591841149°N,1.8700364434586°E                                          |                                            |                            | Modifica les dades a Wikidata |
|        | Can Borreguer                | Gelida   | masia             |                                                      | 41° 26′ 40″ N, 1° 49′ 33″ E / 41.4445354183337°N,1.82573320672065°E                                        |                                            |                            | Modifica les dades a Wikidata |
|        | Can Cartró                   | Gelida   | masia             |                                                      | 41° 27′ 06″ N, 1° 50′ 10″ E / 41.451741°N,1.835979°E                                                       | bé cultural d'interès local                |                            | Modifica les dades a Wikidata |
|        | Can Duran del Puig           | Gelida   | masia             | Estil: arquitectura popular                          | 41° 26′ 11″ N, 1° 50′ 53″ E / 41.4363°N,1.848051°E ca:El Puig, trencall crtra. 243B                        | bé cultural d'interès local                | Can Duran del Puig         | Modifica les dades a Wikidata |
|        | Can Farigola                 | Gelida   | masia             |                                                      | 41° 25′ 43″ N, 1° 51′ 55″ E / 41.428628°N,1.865354°E                                                       | bé cultural d'interès local                |                            | Modifica les dades a Wikidata |
|        | Can Ginebreda                | Gelida   | masia             | Estil: arquitectura popular                          | 41° 25′ 19″ N, 1° 51′ 49″ E / 41.4219°N,1.86369°E                                                          | bé cultural d'interès local                | Can Ginebreda              | Modifica les dades a Wikidata |
|        | Can Julià                    | Gelida   | masia             | Estil: arquitectura popular                          | 41° 25′ 31″ N, 1° 50′ 46″ E / 41.42529°N,1.846238°E                                                        | bé integrant del patrimoni cultural català |                            | Modifica les dades a Wikidata |
|        | Can Llopard de Dalt          | Gelida   | masia             |                                                      | 41° 25′ 58″ N, 1° 51′ 03″ E / 41.4326472542046°N,1.8508543372497°E                                         |                                            |                            | Modifica les dades a Wikidata |
|        | Can Llopart de Baix          | Gelida   | masia             | Estil: arquitectura popular arquitectura gòtica 1507 | 41° 26′ 05″ N, 1° 50′ 58″ E / 41.4347°N,1.84957°E                                                          | bé cultural d'interès local                |                            | Modifica les dades a Wikidata |
|        | Can Martí de Baix            | Gelida   | masia             |                                                      | 41° 25′ 59″ N, 1° 50′ 17″ E / 41.433096°N,1.838006°E                                                       | bé cultural d'interès local                | Can Martí de Baix (Gelida) | Modifica les dades a Wikidata |
|        | Can Martí de Dalt            | Gelida   | masia             | Estil: arquitectura popular                          | 41° 25′ 37″ N, 1° 50′ 56″ E / 41.426831°N,1.848854°E                                                       | bé cultural d'interès local                | Can Martí de Dalt          | Modifica les dades a Wikidata |
|        | Can Mata d'Abelló            | Gelida   | masia             | Estil: arquitectura eclèctica                        | 41° 27′ 40″ N, 1° 50′ 41″ E / 41.461058°N,1.844613°E                                                       | bé cultural d'interès local                | Can Mata d'Abelló          | Modifica les dades a Wikidata |
|        | Can Migrat                   | Gelida   | masia             |                                                      | 41° 25′ 32″ N, 1° 52′ 12″ E / 41.425484°N,1.870046°E                                                       | bé cultural d'interès local                |                            | Modifica les dades a Wikidata |
|        | Can Miquel de les Planes     | Gelida   | masia             | Estil: arquitectura popular 17th century             | 41° 26′ 35″ N, 1° 49′ 45″ E / 41.443123°N,1.829151°E ca:Camí de la Ferreria a Can Miquel 151 msnm          | bé cultural d'interès local                | Can Miquel de les Planes   | Modifica les dades a Wikidata |
|        | Can Panyella                 | Gelida   | masia             | Estil: arquitectura popular                          | 41° 26′ 46″ N, 1° 51′ 55″ E / 41.4461°N,1.8653°E ca:Camí de Can Valls, a l'entrada de l'autopista 112 msnm | bé cultural d'interès local                | Can Panyella (Gelida)      | Modifica les dades a Wikidata |
|        | Can Pasqual                  | Gelida   | masia             | Estil: arquitectura popular                          | 41° 26′ 45″ N, 1° 51′ 31″ E / 41.4457°N,1.85864°E                                                          | bé cultural d'interès local                | Can Pasqual (Gelida)       | Modifica les dades a Wikidata |
|        | Can Perejoanet               | Gelida   | masia             | Estil: arquitectura popular                          | 41° 26′ 47″ N, 1° 52′ 28″ E / 41.446469°N,1.874441°E                                                       | bé cultural d'interès local                |                            | Modifica les dades a Wikidata |
|        | Can Rossell de la Llena      | Gelida   | masia             | Estil: arquitectura popular                          | 41° 26′ 09″ N, 1° 49′ 37″ E / 41.435859°N,1.826955°E                                                       | bé cultural d'interès local                | Can Rossell de la Llena    | Modifica les dades a Wikidata |
|        | Can Rossell de la Muntanya   | Gelida   | masia             |                                                      | 41° 25′ 35″ N, 1° 51′ 52″ E / 41.426305°N,1.864376°E                                                       | bé cultural d'interès local                |                            | Modifica les dades a Wikidata |
|        | Can Santfi                   | Gelida   | masia             | Estil: arquitectura modernista                       | 41° 26′ 23″ N, 1° 52′ 05″ E / 41.4396°N,1.86813°E ca:Carme, 43-63                                          | bé cultural d'interès local                | Can Santfi                 | Modifica les dades a Wikidata |
|        | Can Sàbat de la Pujada       | Gelida   | masia             | Estil: arquitectura popular                          | 41° 26′ 34″ N, 1° 51′ 34″ E / 41.4428°N,1.8595°E                                                           | bé cultural d'interès local                | Can Sàbat de la Pujada     | Modifica les dades a Wikidata |
|        | Can Terme de la Parra        | Gelida   | masia             |                                                      | 41° 26′ 13″ N, 1° 52′ 06″ E / 41.4369733072391°N,1.86837318076004°E                                        |                                            |                            | Modifica les dades a Wikidata |
|        | Can Toni Llopard             | Gelida   | masia             | Estat: enderrocat o destruït                         | 41° 26′ 20″ N, 1° 49′ 15″ E / 41.438803°N,1.820811°E                                                       |                                            |                            | Modifica les dades a Wikidata |
|        | Can Toni Oller               | Gelida   | masia             |                                                      | 41° 26′ 13″ N, 1° 53′ 30″ E / 41.436807°N,1.89173°E                                                        | bé cultural d'interès local                |                            | Modifica les dades a Wikidata |
|        | Can Torrents de les Oliveres | Gelida   | masia             | Estil: arquitectura popular                          | 41° 26′ 04″ N, 1° 51′ 59″ E / 41.434525°N,1.866439°E                                                       | bé cultural d'interès local                |                            | Modifica les dades a Wikidata |
|        | Can Xim                      | Gelida   | masia             |                                                      | 41° 25′ 53″ N, 1° 51′ 29″ E / 41.431398°N,1.857962°E                                                       | bé cultural d'interès local                |                            | Modifica les dades a Wikidata |
|        | Mas Granada                  | Gelida   | masia             |                                                      | 41° 24′ 23″ N, 1° 52′ 26″ E / 41.4064643297757°N,1.87377206854415°E                                        |                                            |                            | Modifica les dades a Wikidata |
|        | Maset d'en Guilera           | Gelida   | masia             |                                                      | 41° 26′ 06″ N, 1° 53′ 42″ E / 41.4348633980669°N,1.89501717774154°E                                        |                                            |                            | Modifica les dades a Wikidata |
|        | Torre de Lloselles           | Gelida   | masia casa pairal | Estil: arquitectura popular                          | 41° 26′ 55″ N, 1° 52′ 56″ E / 41.4485°N,1.88216°E ca:Ctra. de Martorell a Gelida                           | bé cultural d'interès local                |                            | Modifica les dades a Wikidata |
|        | Torre de l'Albet             | Gelida   | masia             | Estil: arquitectura eclèctica                        | 41° 27′ 06″ N, 1° 51′ 58″ E / 41.451576°N,1.86617°E ca:Barri de Sant Salvador de la Calçada                | bé cultural d'interès local                | Torre de l'Albet           | Modifica les dades a Wikidata |
|        | can Batllevell               | Gelida   | masia             | 18th century                                         | 41° 27′ 20″ N, 1° 50′ 37″ E / 41.455569°N,1.843748°E ca:Camí Vell de Sant Llorenç d'Hortons 165 msnm       | bé cultural d'interès local                | Can Batllevell             | Modifica les dades a Wikidata |
|        | can Castany                  | Gelida   | masia             | Estil: arquitectura popular 18th century             | 41° 26′ 39″ N, 1° 50′ 32″ E / 41.444156°N,1.842217°E ca:Ctra. de Gelida a Sant Llorenç d'Hortons 142 msnm  | bé cultural d'interès local                | Can Castany (Gelida)       | Modifica les dades a Wikidata |
|        | el Ciment                    | Gelida   | masia             |                                                      | 41° 26′ 02″ N, 1° 52′ 14″ E / 41.4339964861755°N,1.87067505196957°E                                        |                                            |                            | Modifica les dades a Wikidata |
|        | el Garró                     | Gelida   | masia             |                                                      | 41° 24′ 59″ N, 1° 51′ 28″ E / 41.4163673255877°N,1.85772250136684°E                                        |                                            |                            | Modifica les dades a Wikidata |
|        | el Racó                      | Gelida   | masia             |                                                      | 41° 26′ 17″ N, 1° 52′ 16″ E / 41.438121°N,1.871192°E                                                       | bé cultural d'interès local                |                            | Modifica les dades a Wikidata |
|        | la Caseta                    | Gelida   | masia             |                                                      | 41° 27′ 13″ N, 1° 51′ 40″ E / 41.4535755391407°N,1.86124832606647°E                                        |                                            |                            | Modifica les dades a Wikidata |
|        | la Ferreria                  | Gelida   | masia             | Estil: arquitectura popular 13rd century             | 41° 26′ 39″ N, 1° 50′ 32″ E / 41.4443°N,1.84209°E ca:Ctra. de Gelida a Sant Llorenç d'Hortons 142 msnm     | bé cultural d'interès local                | La Ferreria (Gelida)       | Modifica les dades a Wikidata |
|        | la Talaia                    | Gelida   | masia             | Estil: arquitectura popular 19th century             | 41° 27′ 08″ N, 1° 51′ 01″ E / 41.452278°N,1.850411°E ca:La Talaia, 25 155 msnm                             | bé cultural d'interès local                | La Talaia (Gelida)         | Modifica les dades a Wikidata |
|        | les Comes                    | Gelida   | masia             |                                                      | 41° 24′ 59″ N, 1° 51′ 40″ E / 41.4162556157732°N,1.86099109130858°E                                        |                                            |                            | Modifica les dades a Wikidata |

## muntanya
| imatge | Nom              | Ubicat a                             | instància de | Detalls | coordenades                                                                                              | Protecció | Commons (més fotos)   | Dades a WD                    |
| ------ | ---------------- | ------------------------------------ | ------------ | ------- | --- | --------- | --------------------- | ----------------------------- |
|        | Montmartí        | Gelida                               | muntanya     |         | 41° 24′ 52″ N, 1° 50′ 56″ E / 41.41436111°N,1.84891667°E 408.6 msnm                                      |           |                       | Modifica les dades a Wikidata |
|        | Puig Corbera     | Corbera de Llobregat Gelida          | muntanya     |         | 41° 25′ 33″ N, 1° 53′ 20″ E / 41.42580556°N,1.889°E 585.6 msnm                                           |           |                       | Modifica les dades a Wikidata |
|        | Puig d'Agulles   | Cervelló Gelida Corbera de Llobregat | muntanya     |         | 41° 24′ 29″ N, 1° 53′ 06″ E / 41.4080777208°N,1.88497858406°E ca:Límit oest del terme municipal 653 msnm |           | Puig d'Agulles        | Modifica les dades a Wikidata |
|        | Pujol de Migjorn | Corbera de Llobregat Gelida          | muntanya     |         | 41° 25′ 23″ N, 1° 53′ 15″ E / 41.42302778°N,1.88744444°E 600 msnm                                        |           | Pujol de Migjorn      | Modifica les dades a Wikidata |
|        | Roc de Forellac  | Corbera de Llobregat Gelida          | muntanya     |         | 41° 24′ 42″ N, 1° 52′ 50″ E / 41.4118°N,1.88061°E 629 msnm                                               |           | Roc de Forellac       | Modifica les dades a Wikidata |
|        | el Montcau       | Gelida Subirats                      | muntanya     |         | 41° 24′ 39″ N, 1° 51′ 57″ E / 41.410913°N,1.865831°E 644.7 msnm                                          |           | El Montcau (Subirats) | Modifica les dades a Wikidata |

## polígon industrial
| imatge | Nom                                     | Ubicat a | instància de       | Detalls | coordenades                                                         | Protecció | Commons (més fotos) | Dades a WD                    |
| ------ | --------------------------------------- | -------- | ------------------ | ------- | ------------------------------------------------------------------- | --------- | ------------------- | ----------------------------- |
|        | Polígon industrial Can Penyella         | Gelida   | polígon industrial |         | 41° 26′ 47″ N, 1° 52′ 02″ E / 41.4463752801717°N,1.86728802962935°E |           |                     | Modifica les dades a Wikidata |
|        | Polígon industrial Can Valls            | Gelida   | polígon industrial |         | 41° 26′ 50″ N, 1° 52′ 17″ E / 41.4473605370604°N,1.87130525595753°E |           |                     | Modifica les dades a Wikidata |
|        | Polígon industrial Guarro Casas         | Gelida   | polígon industrial |         | 41° 26′ 56″ N, 1° 52′ 12″ E / 41.4488426873759°N,1.86997465167524°E |           |                     | Modifica les dades a Wikidata |
|        | Polígon industrial La Gelidense         | Gelida   | polígon industrial |         | 41° 26′ 56″ N, 1° 51′ 52″ E / 41.4488416717672°N,1.86438389520134°E |           |                     | Modifica les dades a Wikidata |
|        | Polígon industrial Plans de la Ferreria | Gelida   | polígon industrial |         | 41° 26′ 36″ N, 1° 50′ 51″ E / 41.4432969219352°N,1.8475540790909°E  |           |                     | Modifica les dades a Wikidata |

## Misc
| imatge | Nom                            | Ubicat a                                         | instància de                                           | Detalls                                                                            | coordenades                                                                                             | Protecció                                            | Commons (més fotos)            | Dades a WD                    |
| ------ | ------------------------------ | ------------------------------------------------ | ------------------------------------------------------ | ---------------------------------------------------------------------------------- | --- | ---------------------------------------------------- | ------------------------------ | ----------------------------- |
|        | Anoia                          | Anoia Baix Llobregat Alt Penedès                 | curs d'aigua                                           | Desemboca: Llobregat Llarg: 64km Conca: 929km²                                     | 41° 28′ 43″ N, 1° 56′ 06″ E / 41.4785217°N,1.9351196°E                                                  |                                                      | Anoia River                    | Modifica les dades a Wikidata |
|        | Casa de la Vila                | Gelida                                           | casa consistorial                                      | Arquitecte: Laureà Arroyo i Velasco Josep Ros i Ros Estil: arquitectura eclèctica  | 41° 26′ 27″ N, 1° 51′ 47″ E / 41.440963°N,1.863003°E                                                    | bé cultural d'interès local                          | Casa de la Vila de Gelida      | Modifica les dades a Wikidata |
|        | Castell de Gelida              | Gelida                                           | castell jaciment arqueològic església necròpolis       | Estil: arquitectura romànica arquitectura gòtica                                   | 41° 26′ 11″ N, 1° 52′ 08″ E / 41.4364°N,1.86889°E ca:Camí del Castell 250 msnm                          | bé d'interès cultural bé cultural d'interès nacional | Castell de Gelida              | Modifica les dades a Wikidata |
|        | Comanda de la Joncosa          | Gelida                                           | comanda                                                | No/unknown value                                                                   | 41° 26′ 16″ N, 1° 50′ 53″ E / 41.437749°N,1.848148°E                                                    |                                                      | Comanda de la Joncosa          | Modifica les dades a Wikidata |
|        | Escudella de Gelida            | Gelida                                           | festa                                                  | 1855                                                                               | | patrimoni cultural immaterial                        |                                | Modifica les dades a Wikidata |
|        | Estació de Gelida-Baixador     | Gelida                                           | funicular station                                      |                                                                                    | |                                                      |                                | Modifica les dades a Wikidata |
|        | Fonts                          | Gelida                                           | font                                                   | Estil: arquitectura popular                                                        | | bé cultural d'interès local                          | Fonts (Gelida)                 | Modifica les dades a Wikidata |
|        | Forn de Calç                   | Gelida                                           | estructura arquitectònica                              |                                                                                    | 41° 26′ 25″ N, 1° 52′ 57″ E / 41.44026947021485°N,1.8825000524520872°E ca:Ctra. BV-2425 a Corbera. Km 7 |                                                      |                                | Modifica les dades a Wikidata |
|        | Funicular de Gelida            | Gelida                                           | funicular                                              | Llarg: 884m                                                                        | 41° 26′ 53″ N, 1° 51′ 53″ E / 41.448152°N,1.864758°E                                                    | bé cultural d'interès local                          | Funicular de Gelida            | Modifica les dades a Wikidata |
|        | Pont de Sant Salvador          | Gelida                                           | pont                                                   | Travessa: Anoia                                                                    | 41° 27′ 03″ N, 1° 52′ 01″ E / 41.4507866940133°N,1.86706762411814°E                                     |                                                      | Pont de Sant Salvador (Gelida) | Modifica les dades a Wikidata |
|        | Sant Salvador                  | Sant Salvador de la Calçada Gelida               | nucli de població nucli d'entitat singular de població | 248 hab                                                                            | 41° 27′ 21″ N, 1° 51′ 55″ E / 41.45581294°N,1.86525578°E 130 msnm                                       |                                                      |                                | Modifica les dades a Wikidata |
|        | Vinya del Ceguet               | Gelida Sant Salvador de la Calçada               | nucli d'entitat singular de població                   | 6 hab                                                                              | 41° 27′ 19″ N, 1° 52′ 22″ E / 41.45516697°N,1.872739792°E 94.402 msnm                                   |                                                      |                                | Modifica les dades a Wikidata |
|        | creu de Roca-sagra             | Gelida                                           | creu monumental                                        |                                                                                    | 41° 26′ 33″ N, 1° 52′ 24″ E / 41.4425970017021°N,1.87327915658958°E                                     |                                                      |                                | Modifica les dades a Wikidata |
|        | el Molí Nou                    | Gelida                                           | edifici industrial                                     | Estil: arquitectura popular                                                        | 41° 26′ 56″ N, 1° 51′ 49″ E / 41.448781°N,1.863627°E                                                    | bé cultural d'interès local                          | La Gelidense                   | Modifica les dades a Wikidata |
|        | la Granja                      | Gelida                                           | granja                                                 |                                                                                    | 41° 26′ 43″ N, 1° 52′ 30″ E / 41.4451807579434°N,1.87498222267927°E                                     |                                                      |                                | Modifica les dades a Wikidata |
|        | la Rectoria                    | Gelida                                           | rectoria                                               | Arquitecte: Laureà Arroyo i Velasco Estil: historicisme arquitectònic 19th century | 41° 26′ 24″ N, 1° 51′ 53″ E / 41.439928°N,1.864697°E ca:Pl. de l'Església, 10 193 msnm                  | bé cultural d'interès local                          | La Rectoria (Gelida)           | Modifica les dades a Wikidata |
|        | plaça dels Tarongers           | Gelida                                           | plaça                                                  |                                                                                    | 41° 26′ 15″ N, 1° 52′ 05″ E / 41.437481°N,1.868098°E                                                    | bé cultural d'interès local                          |                                | Modifica les dades a Wikidata |
|        | rellotge de sol de can Pasqual | Gelida                                           | rellotge de sol                                        | 1808                                                                               | 41° 26′ 44″ N, 1° 51′ 32″ E / 41.44557°N,1.85879°E                                                      |                                                      |                                | Modifica les dades a Wikidata |
|        | serra de Sant Miquel           | Castellví de Rosanes Corbera de Llobregat Gelida | serra                                                  |                                                                                    | 41° 25′ 58″ N, 1° 53′ 19″ E / 41.4327°N,1.88853°E 544.1 msnm                                            |                                                      |                                | Modifica les dades a Wikidata |